# Yan Shigu
Yan Shigu (581. – 645.), formalno ime Yan Zhou, kurtoazno ime Shigu, bio je kineski pisac i jezikoslovac iz doba dinastije Tang.
Djed mu je bio znameniti učenjak i kaligraf Yan Zhitou. Njegov otac, po imenu Yan Silu (颜思鲁), kasnije je radio kao državni službenik Li Shimina, budućeg cara Taizonga. Yan Shigu je ušao u državnu službu za vrijeme dinastije Sui. Iz nikada razjašnjenih razloga, došao je u njenu nemilost, i preko deset godina proveo u siromaštvu, prije nego što je rehabilitiran u doba dinastije Tang. Poznat je po komentarima klasičnih tekstova kao što su Shiji i Hanshu. Umro je 645. godine za vrijeme pohoda na državu Goguryeo.
Yan Zhenqing, znameniti kaligraf iz 8. stoljeća, bio je njegov potomak.

## Vanjske poveznice
- http://riccilibrary.usfca.edu/listAuthor.aspx?authorID=3821  Arhivirana inačica izvorne stranice od 7. studenoga 2017. (Wayback Machine)
- Djela Yan Shigu na Projekt Gutenbergu